# La Chapelle-Erbrée
La Chapelle-Erbrée település Franciaországban, Ille-et-Vilaine megyében. Lakosainak száma 723 fő (2022. január 1.). La Chapelle-Erbrée Erbrée, Saint-M’Hervé és Bourgon községekkel határos.

## Népesség
A település népességének változása:
| Lakosok száma | 507  | 414  | 465  | 567  | 655  | 693  | 698  | 711  | 722  | 723  |
|               | 1968 | 1982 | 1990 | 2006 | 2013 | 2015 | 2017 | 2019 | 2020 | 2022 |